# عقد 940 هـ
عقد 940 هـ هو الفترة بين عام 940 إلى 949 في التقويم الهجري، أي العشر سنوات الخامسة من القرن العاشر الهجري.